# Thôi miên

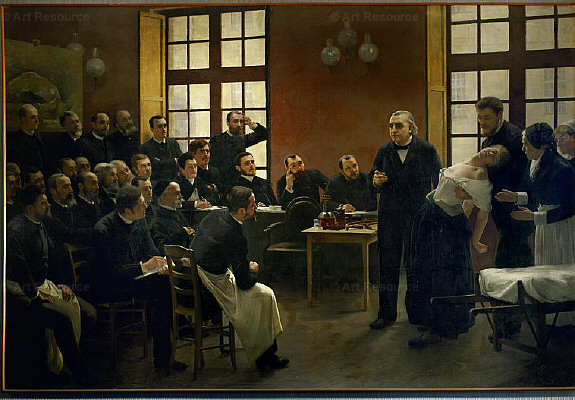
Giáo sư Charcot nổi tiếng về những cuộc biểu diễn với những người phụ nữ bị kích động mạnh về cảm xúc trong những buổi giảng của mình ở bệnh viện Salpêtrière. Người đàn bà trong ảnh là bệnh nhân được ông quan tâm nhất, "Blanche" (Marie) Wittman (được trợ giúp bởi Joseph Babiński). Nhà tâm thần học này ủng hộ việc sử dụng thôi miên như là một phương pháp để trị chứng rối loại cảm xúc.

Thôi miên là một quá trình mà trong đó các chức năng suy nghĩ có ý thức của đầu óc bị qua mặt và một dạng suy nghĩ cảm nhận có chọn lọc được thiết lập. Mặc dù có một số người trải qua kinh nghiệm về sự thay đổi trạng thái của nhận thức và dễ bị thuyết phục hơn, điều này không đúng cho tất cả mọi người. Thực ra, một số dấu hiệu của sự thôi miên và sự thay đổi khách quan có thể đạt được mà không cần sự nghỉ ngơi hay một quá trình thôi miên lâu dài, một điều làm tăng tính nghi ngờ và nhiều sự hiểu lầm về thôi miên và trạng thái bị thôi miên.

## Từ nguyên
Chữ Hán 催眠 - thôi miên, thôi trong thôi thúc nghĩa là "làm nhanh, lập tức", miên trong miên man nghĩa là "ngủ, không thèm tỉnh".

## Lịch sử
Thôi miên có một lịch sử lâu đời, được biết đến từ những năm 1700 trở lại đây. Người đầu tiên phát hiện ra thôi miên là Franz Anton Mesmer, một bác sĩ người Áo sống ở thế kỉ 18 đã sử dụng công năng của thôi miên để chữa bệnh. Điều này đã mang lại cho ông nhiều tai tiếng nhưng sau đó người ta vẫn sử dụng cách thôi miên của ông. Thuật ngữ thôi miên (hypnosis) được đặt tên bởi bác sĩ người Scotland (Scottish), James Braid, ông đã sử dụng từ ngủ trong tiếng Hy Lạp để tạo nên thuật ngữ. Braid đã nghĩ có thể sử dụng thôi miên trong phẫu thuật, và ông đã đúng đến tận ngày nay nó vẫn được sử dụng bởi nhiều bác sĩ, nha sĩ, nhà tâm lý học. Từ khi nó xuất hiện, thôi miên và những người sử dụng nó là đối tượng cho nhiều nghiên cứu, sự chỉ trích, sự tò mò và huyền bí.

## Ứng dụng
Có rất nhiều ứng dụng cho thôi miên trên nhiều lĩnh vực quan tâm, bao gồm sử dụng y tế / tâm lý trị liệu, sử dụng quân sự, tự cải thiện và giải trí. Các Hiệp hội Y khoa Mỹ hiện không có lập trường chính thức về việc sử dụng y học của thôi miên. Tuy nhiên, một nghiên cứu được công bố vào năm 1958 bởi Hội đồng Sức khỏe Tâm thần của Hiệp hội Y khoa Hoa Kỳ đã ghi nhận hiệu quả của thôi miên trong môi trường lâm sàng.
Thôi miên đã được sử dụng như một phương pháp bổ sung cho liệu pháp hành vi nhận thức từ đầu năm 1949. Thôi miên được xác định liên quan đến điều kiện cổ điển; trong đó những lời của nhà trị liệu là những kích thích và thôi miên sẽ là phản ứng có điều kiện. Một số phương pháp trị liệu hành vi nhận thức truyền thống được dựa trên điều kiện cổ điển. Nó sẽ bao gồm gây ra một trạng thái thư giãn và giới thiệu một kích thích đáng sợ. Một cách gây ra trạng thái thư giãn là thông qua thôi miên.
Thôi miên cũng đã được sử dụng trong pháp y, thể thao, giáo dục, vật lý trị liệu và phục hồi chức năng. Thôi miên cũng được các nghệ sĩ sử dụng cho mục đích sáng tạo, đáng chú ý nhất là vòng tròn siêu thực của André Breton, người sử dụng thôi miên, viết tự động và phác thảo cho mục đích sáng tạo. Phương pháp thôi miên đã được sử dụng để trải nghiệm lại trạng thái ma túy và kinh nghiệm thần bí. Tự thôi miên được sử dụng phổ biến để bỏ hút thuốc, giảm bớt căng thẳng và lo lắng, thúc đẩy giảm cân và gây ra thôi miên giấc ngủ. Thôi miên giai đoạn có thể thuyết phục mọi người thực hiện những chiến công bất thường.
Một số người đã rút ra sự tương đồng giữa các khía cạnh nhất định của thôi miên và các lĩnh vực như tâm lý đám đông, hiềm khích tôn giáo và các nghi thức trong các nền văn hóa bộ lạc tiên phong.

## Định nghĩa thôi miên
Thôi miên là hình thức dùng để điều khiển tâm trí, ý thức của cá nhân nào đó đối với một đối tượng nhằm đạt mục đích tốt hoặc mục đích xấu. Hiện nay có 4 hình thức thôi miên chính là: cái nhìn cố định, mệnh lệnh dồn dập, thư giãn, mất thăng bằng. Ngoài ra trong các tôn giáo, tâm linh  việc thôi miên có thể hiểu là sử dụng các loại bùa chú, bùa để điều khiển đối tượng mà họ mong muốn.

### Cái nhìn cố định
Đối tượng bị thôi miên phải nhìn vào một vật, hiện tượng gì đó và không thể dời mắt khỏi. Ví dụ nhìn đồng hồ quả lắc trên tay một người, hình ảnh nào đó có sự cuốn hút...
Mục đích của phương pháp này hòng chi phối tâm trí của người khác hay gây sự chú với đối tượng bản thân người đó hướng tới.

### Mệnh lệnh dồn dập
Phương pháp này dùng để ra lệnh cho một đối tượng nào đó và bắt đối tượng phải tuân theo mệnh lệnh của người đó. Ví dụ như cha mẹ với con cái, thầy giáo với học sinh, sỹ quan cao cấp quân đội đối với lính...

### Thư giãn
Phương pháp phổ biến nhất người ta dùng để chữa bệnh hoặc để hồi tưởng những chuyện đã từng xảy ra trong quá khứ. Cách thức này áp dụng trong y khoa trong việc chữa các bệnh liên quan đến tâm lý, tâm thần hoặc dùng để hỏi cung trong việc điều tra phá án, thẩm vấn tội phạm.